# 陈旭年街

## 陈旭年文化街的周围概况

#### 居住环境
陈旭年文化街的居住环境可以追溯到早期华人移民的生活条件。随着新山市的经济繁荣，许多华人移民选择在此定居。该街区的居住区以中式传统建筑为主，建筑风格朴素而典雅，体现了当时华人移民的生活习惯。
1. 建筑风格：传统的中式建筑风格在陈旭年文化街表现得尤为明显。街道两旁的老式商铺和住宅大多采用青砖墙面、木质窗棂以及瓦片屋顶，这些建筑特征不仅具有实用性，还展现了浓厚的传统文化氛围。
2. 生活设施：早期的居住环境相对简朴，街区内的基础设施以满足基本生活需求为主。然而，随着时间的推移，现代化设施逐渐引入，使得居住条件得到了显著改善。今天的陈旭年文化街虽然保留了传统的建筑风貌，但其内部设施和服务已经跟上了现代化的步伐。

#### 就学环境
陈旭年文化街所在的区域在教育方面也具有一定的历史背景。早期的华人社区重视教育，许多家庭为了子女的未来而努力奋斗。
1. 传统学校：在20世纪初，陈旭年文化街附近的教育机构主要以华文学校为主。这些学校不仅教授传统的中华文化，还提供了现代教育的课程，为华人社区的子女提供了全面的教育服务。
2. 现代教育：随着新山市的发展和教育政策的变化，陈旭年文化街周边的教育环境也得到了改善。现代化的学校和教育设施逐渐取代了传统的华文学校，为学生提供了更为丰富的学习资源和机会。

## 文化特色的发展演变

#### 初期发展
陈旭年文化街的文化特色可以追溯到20世纪初。当时，新山市正经历快速的城市化进程，许多华人移民在这里建立了自己的商业和居住区。陈旭年文化街的形成与发展紧密相关于这些移民的生活需求和文化传承。
1. 商业活动：初期，陈旭年文化街主要以商业活动为主。街道两旁布满了传统的中式商铺，如药店、餐馆和百货店。这些商铺不仅满足了当地居民的日常需求，也成为了文化交流的重要场所。
2. 社区活动：华人社区非常重视传统节日的庆祝和文化活动。陈旭年文化街在这些节日中扮演了重要角色，如春节、中秋节和端午节等传统节日的庆祝活动，通常在街区内举行，吸引了大量的居民和游客参与。

#### 现代化进程
进入21世纪后，陈旭年文化街经历了现代化的冲击和挑战。在这一过程中，街区的文化特色得到了保留和发扬，同时也融入了现代化的元素。
1. 文化保护：为了保护陈旭年文化街的历史遗产，新山市政府和相关机构采取了一系列措施，如修缮历史建筑、设立文化展览和举办历史讲座等。这些措施旨在保持街区的历史风貌，同时提升其文化价值和吸引力。
2. 旅游发展：现代化进程带来了旅游业的发展。陈旭年文化街作为历史文化街区，吸引了大量的国内外游客。街区内的新兴商业活动，如特色餐馆、手工艺品店和文化展示馆，为游客提供了丰富的文化体验，也为当地经济注入了新的活力。

## 其对当地的贡献
陈旭年文化街对新山市及其周边地区的贡献主要体现在以下几个方面：
1. 文化传承：陈旭年文化街不仅是华人社区传统文化的承载体，还为其他族群提供了了解和体验华人文化的机会。它通过传统建筑、节庆活动和文化展览等方式，传承和弘扬了地方文化。
2. 经济发展：作为新山市的商业中心之一，陈旭年文化街对地方经济的发展起到了积极作用。街区内的商业活动不仅满足了居民的消费需求，也吸引了大量游客，为当地经济增长提供了支持。
3. 社会凝聚力：陈旭年文化街作为社区文化交流的场所，促进了不同族群之间的互动和理解。它的存在和发展帮助加强了社区的凝聚力，提升了居民的文化认同感和归属感。

陈旭年街，是一条位于马来西亚柔佛州新山市区的街道，为了纪念陈旭年开埠新山的贡献。近年来，每个星期六会舉辦文化节目，有歌唱、舞蹈、书法、棋艺、画、中华武术、怀旧电影等，让被许多人成为“文化沙漠”的新山开始出现“绿洲”。

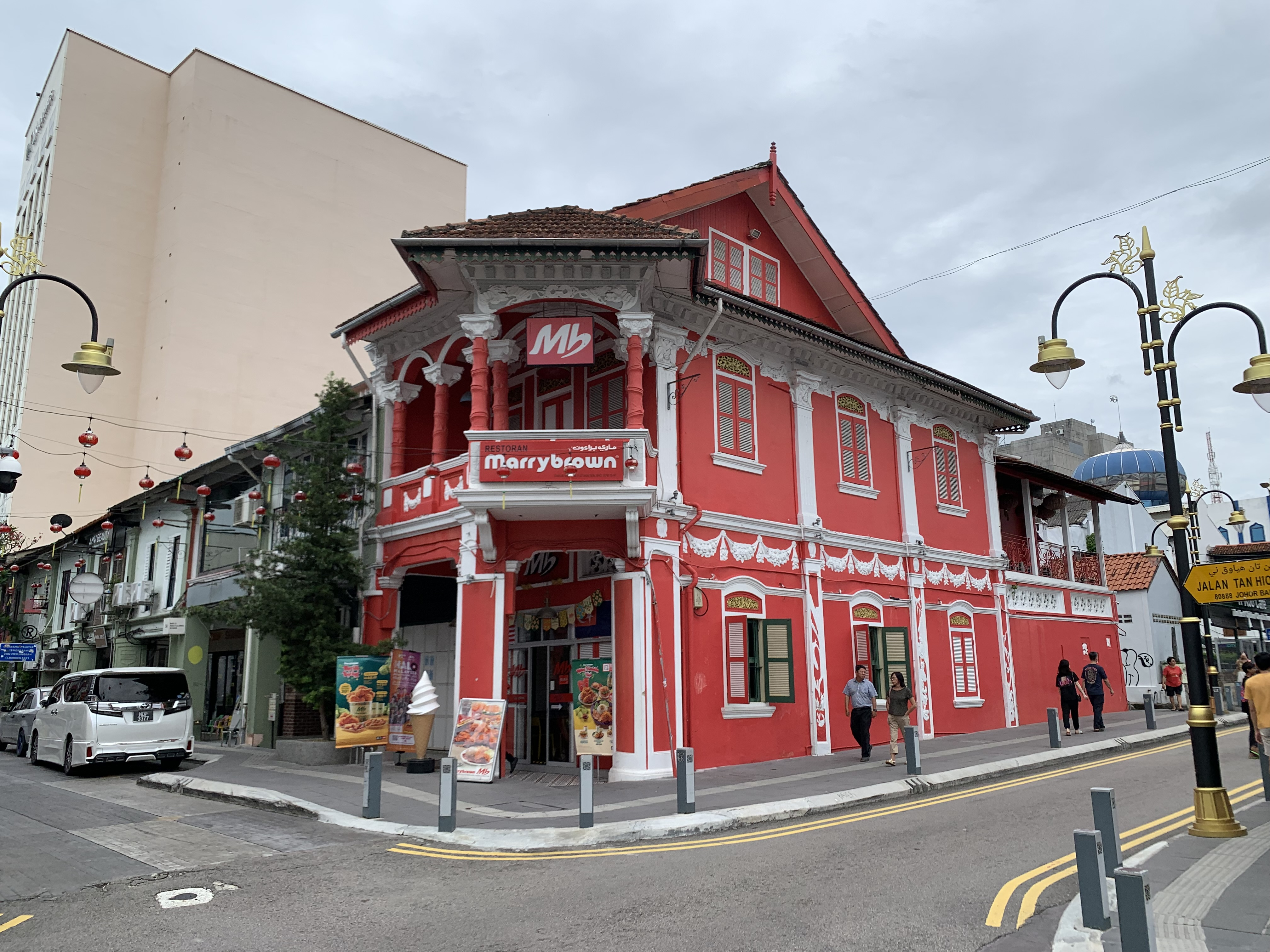
2025年陈旭年文化街的红楼

陈旭年街（Jalan Tan Hiok Nee）是新山市中心的一条老街，也是当地华人早年开辟新山时最为繁荣的街区，现已作为旅游景点。陈旭年街除了保有20世纪设计的建筑物，也应政府的推广在街区增添了许多现代艺术壁画。陈旭年街也是许多老字号如金龙咖喱鱼头、协裕面包店和华美茶餐室等的据点，同时有许多咖啡厅于此设立。